# Regeneron Science Talent Search
Ne doit pas être confondu avec Intel International Science and Engineering Fair.

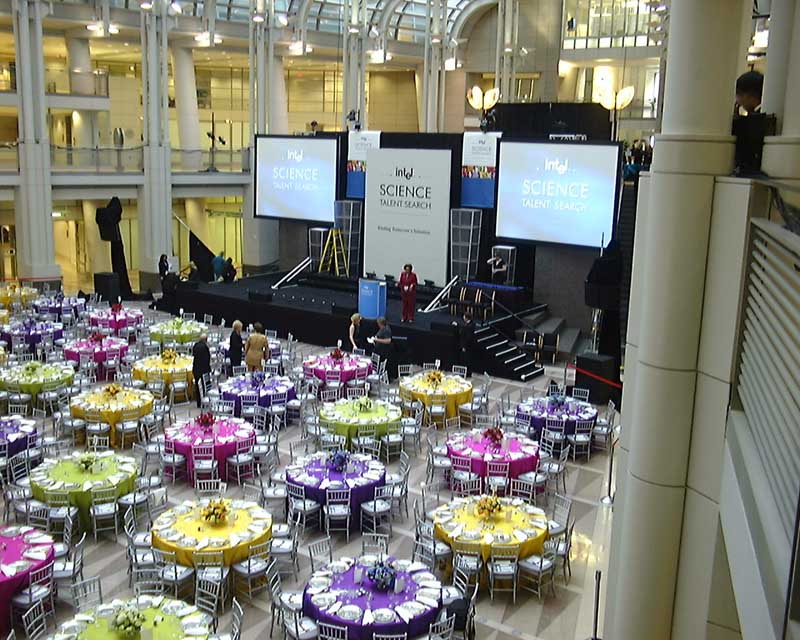
Le banquet de la finale du Intel Science Talent Search en 2002 qui se tenait au Ronald Reagan Building à Washington, DC. Quarante finalistes et dix gagnants ont ét nommés.

Le Regeneron Science Talent Search, qui porta le nom de Westinghouse Science Talent Search pendant les 57 premières années, et qui fut nommé de 1998 à 2016 l'Intel Science Talent Search, est un concours scientifique se déroulant aux États-Unis, orienté vers la recherche et principalement destiné aux élèves de l'enseignement secondaire (high school). Il est reconnu comme le concours scientifique « le plus ancien et le plus prestigieux » du pays et ses récompenses sont parfois surnommées les « bébés Nobels ».

## Histoire
La Society for Science & the Public (en) a lancé cette compétition en 1942 en collaboration avec Westinghouse : elle était connue sous le nom Westinghouse Science Talent Search. En 1998, Intel est devenu son sponsor après qu'elle a offert plus que Siemens, qui venait d'acquérir la division énergie de Westinghouse. Siemens a lancé sa propre compétition : la Siemens Westinghouse Competition (en), dont la dernière édition s'est déroulée en 2017. En mai 2016, Regeneron Pharmaceuticals annonça qu'il sera le nouveau sponsor de l'événement.
| Place      | Récompense en USD |
| ---------- | ----------------- |
| Premier    | 100 000           |
| Deuxième   | 75 000            |
| Troisième  | 50 000            |
| Quatrième  | 40 000            |
| Cinquième  | 30 000            |
| Sixième    | 25 000            |
| Septième   | 25 000            |
| Huitième   | 20 000            |
| Neuvième   | 20 000            |
| Dixième    | 20 000            |
| Finalistes | 7 500             |